# Districte Nord (Palma)

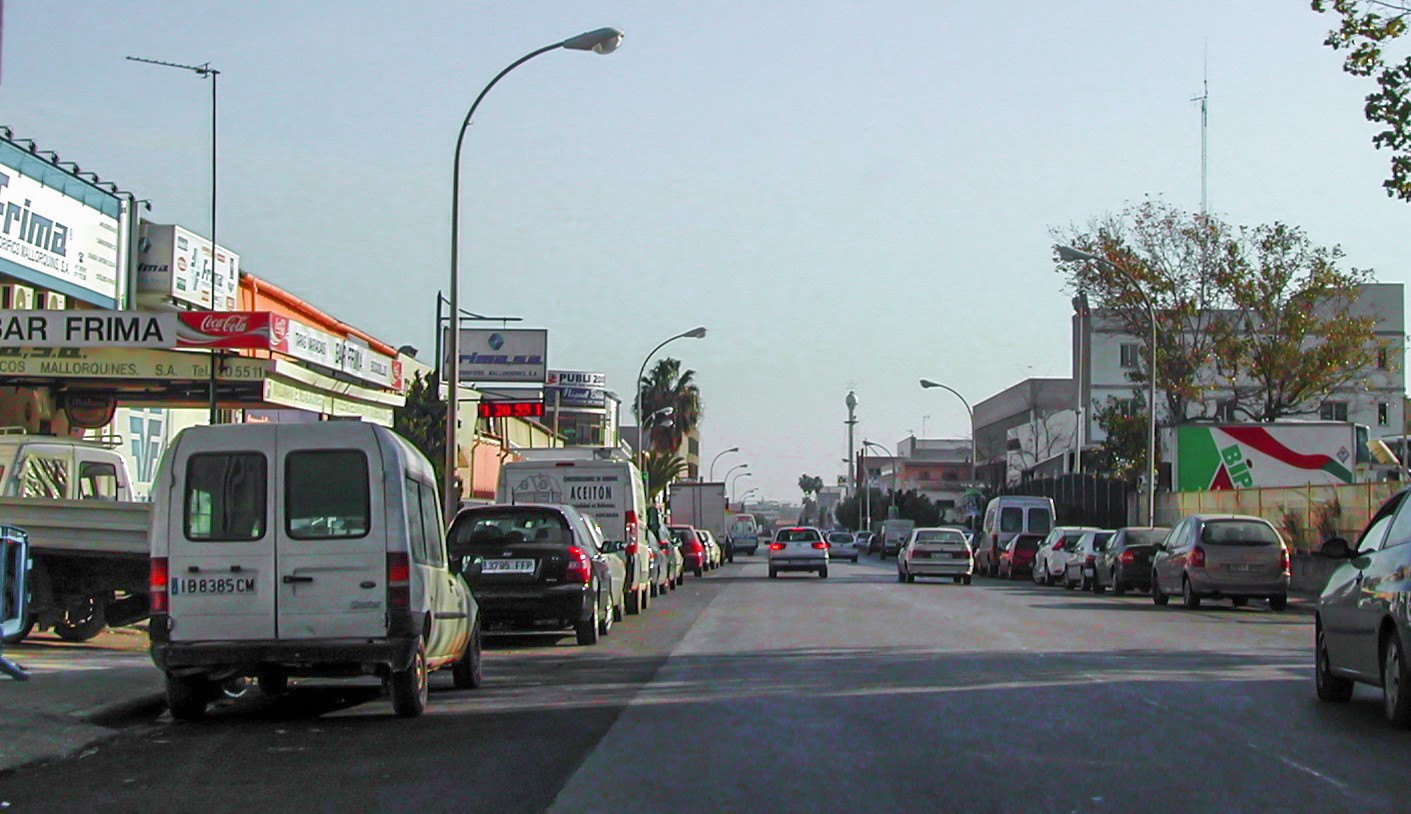
Polígon de Son Castelló

El districte Nord és una de les cinc zones administratives en què s'ha dividit el terme municipal de Palma. Abraça els territoris compresos entre el torrent de la Riera, les Avingues, les antigues vies del tren d'Inca i l'autopista d'Inca, i es correspon, si fa no fa, a l'antic territori de la parròquia de Sant Jaume. El 2018 tenia un total de 89700 habitants i està format pels barris següents:
| Barri                 | Habitants |
| --------------------- | --------- |
| Amanecer              | 600       |
| Arxiduc               | 6.708     |
| Bons Aires            | 18.663    |
| El Camp Redó          | 13.717    |
| Cal Capiscol          | 8.784     |
| Establiments          | 2.946     |
| La Indioteria (Rural) | 1.563     |
| La Indioteria (Urbà)  | 3.477     |
| L'Olivera             | 3.446     |
| Plaça de Toros        | 15.331    |
| Secar de La Real      | 4.769     |
| Son Espanyol          | 672       |
| Son Oliva             | 6.215     |
| Son Sardina           | 2.806     |

Del 2015 al 2019 la regidora del districte Nord va ser Aurora Jhardi Massanet. L'actual regidor és Llorenç Carrió. L'oficina del districte per atenció als ciutadans es troba al C/ Felip II, 17.